# Ursula Schröder-Feinen
Ursula Schröder-Feinen (ur. 21 lipca 1936 w Gelsenkirchen, zm. 9 lutego 2005 w Bonn) – niemiecka śpiewaczka operowa (sopran dramatyczny).

## Życiorys
Kształciła się w szkole muzycznej w Essen, w 1963 debiutowała w Gelsenkirchen partią tytułową w Aidzie Verdiego. Do 1970 występowała w teatrze operowym w Gelsenkirchen, koncertując gościnnie na innych scenach RFN i w Berlinie Zachodnim. Od 1970 związana z nowojorską Metropolitan Opera, występowała także w La Scali, operach w Montrealu, Paryżu, Wiedniu i Amsterdamie oraz na festiwalach w Bayreuth, Edynburgu i Salzburgu.
Była uważana za wybitną wykonawczynię partii sopranowych w dziełach Wagnera i Richarda Straussa. Do jej najbardziej znanych ról należały:
- Chryzotemis w Elektrze Straussa
- Brunhilda w Pierścieniu Nibelunga Wagnera
- rola tytułowa w Salome Straussa
- Farbiarka w Kobiecie bez cienia Straussa